# 藤田嗣雄
藤田 嗣雄（ふじた つぐお、1885年〈明治18年〉3月30日 - 1967年〈昭和42年〉10月7日）は、日本の法制史学者、上智大学教授。藤田嗣治の兄。

## 来歴
1904年（明治37年）、東京高等師範学校附属中学校（現・筑波大学附属中学校・高等学校）を卒業。1910年（明治43年）、東京帝国大学法科大学を卒業して、朝鮮総督府に勤務する。1917年（大正6年）、参事官として陸軍省に入り、軍制方面の事務に参与していたことをきっかけに欧米各国の軍制史に興味を持つ。勤務のかたわら研究を進め、退官後に整理した論文『欧米の軍制に関する研究』を東京大学法学部教授会に提出し、1937年（昭和12年）6月7日付で法学博士の学位を得る。
1947年（昭和22年）2月28日、極東国際軍事裁判において弁護側喚問の初の証人として出廷する。
1950年（昭和25年）に国立国会図書館立法考査局専門委員、1957年（昭和32年）から1966年（昭和41年）まで上智大学法学部教授を歴任する。
1967年（昭和42年）10月7日、胃癌に肺炎を併発して死去、享年82歳。10月11日、葬儀ミサと告別式が聖イグナチオ教会で行われる。墓所は多磨霊園(19-1-13)。

## 著作

### 著書
- 『新憲法論 比較憲法学的考案』大日本雄弁会講談社、1948年4月。 NCID BN15559435。全国書誌番号:46009602 全国書誌番号:56005159。
- 『明治憲法論 旧憲法から新憲法へ』朝倉書店、1948年6月。 NCID BN07649838。全国書誌番号:46009584 全国書誌番号:61004759。
- 『法律の公布及び法律集について』衆議院法制局、1950年。 NCID BA37575681。全国書誌番号:54007443。
- 『軍隊と自由』河出書房、1953年3月。 NCID BN06594978。全国書誌番号:53002760。
  - 『軍隊と自由 シビリアン・コントロールへの法制史』（復刻版）書肆心水、2019年5月。 NCID BB28361516。全国書誌番号:23246271。
- 『日本国憲法の制定経過と天皇制の問題 その象徴性と統合理論』自由党憲法調査会〈特別資料 13〉、1954年9月。 NCID BN11660390。全国書誌番号:59006578。
- 『二つの世界と日本国憲法』自由アジア社、1955年6月。 NCID BN09019692。全国書誌番号:55006134。
- 『天皇の起源 法社会学的考察』成文堂、1960年10月。 NCID BN08177202。全国書誌番号:61003484。
  - 『天皇の起源 法社会学的考察』（復刻版）書肆心水、2019年2月。ISBN 9784906917884。 NCID BB27877921。全国書誌番号:23197825。
- 『ドイツの再軍備 憲法的考察』憲法調査会事務局〈憲資・戦 第5号〉、1961年7月。 NCID BN10342050。全国書誌番号:61011760。
- 『日本の自衛体制はいかにあるべきか』自由民主党憲法調査会〈憲法講演会速記録 第16号〉、1963年4月。 NCID BA78079410。全国書誌番号:92052008。
- 『建国記念日の憲法学的考察』成文堂、1966年11月。 NCID BN04862872。全国書誌番号:67004368。
- 『明治軍制』藤田嗣雄、1967年。 NCID BN06250618。全国書誌番号:72010290。
  - 『明治軍制』（復刻版）信山社出版、1992年12月。ISBN 9784882616719。 NCID BN08608031。全国書誌番号:93028616。
- 『欧米の軍制に関する研究』藤田のぶ子、1991年3月。 NCID BN0638556X。全国書誌番号:91056676。

### 論文
- 「集書」『読書春秋』第1巻第5号、春秋会、1950年8月、9-10頁、NAID 40002693926。
- 「条約の国内法化について-1-」『法律新報』第758号、法律新聞社、1951年1月、10-14頁、NAID 40003514729。
- 「条約の国内法化について-2-」『法律新報』第759号、法律新聞社、1951年2月、20-26頁、NAID 40003514659。
- 「専門家と非専門家」『読書春秋』第2巻第2号、春秋会、1951年2月、6-7頁、NAID 40002694190。
- 「日本国憲法の特色」『読書春秋』第2巻第11号、春秋会、1951年11月、2-3頁、NAID 40002693951。
- 「ボン憲法と再軍備問題」『ジュリスト』第8号、有斐閣、1952年4月、32-34頁、NAID 40001761896。
- 「学問と御意見」『読書春秋』第3巻第9号、春秋会、1952年9月、2-3頁、NAID 40002694223。
- 「保安庁法の三つの問題」『ジュリスト』第22号、有斐閣、1952年11月、8-9頁、NAID 40001761992。
- 「民主制軍隊と天皇制軍隊」『保安庁資料集』第6号、立花書房、1953年3月、1-9頁、NAID 40003449630。
- 「衆議院の解散について」『愛知大学法経論集』第7号、愛知大学法経学会、1953年10月、1-9頁、NAID 40000054803。
- 「徴兵制はどう実施されるか」『実業の日本』第57巻第1号、実業之日本社、1954年1月、48-50頁、NAID 40016466789。
- 「西独の再軍備と憲法改正」『ジュリスト』第57号、有斐閣、1954年5月、2-5頁、NAID 40001761976。
- 「井上毅の憲法立法への寄与」『日本学士院紀要』第12巻第2号、日本学士院、1954年6月、75-131頁、NAID 130003555444。
- 「日本国憲法第九条について」『レファレンス』第40号、国立国会図書館調査及び立法考査局、1954年6月、1-19頁、NAID 40003845669。
- 「憲法改正について」『レファレンス』第45号、国立国会図書館調査及び立法考査局、1954年11月、1-12頁、NAID 40003845502。
- 「フランスの文民優位的軍制がわが国に及ぼした影響」『レファレンス』第55号、国立国会図書館調査及び立法考査局、1955年8月、1-16頁、NAID 40003841950。
- 「フランスの1955年4月3日の緊急状態の設定等に関する法律」『レファレンス』第63号、国立国会図書館調査及び立法考査局、1956年4月、NAID 40003842074。
- 「西ドイツの再軍備と憲法改正」『ジュリスト』第112号、有斐閣、1956年8月、52-58頁、NAID 40001745923。
- 「東ヨーロッパにおける行政手続法」『ジュリスト』第223号、有斐閣、1961年4月、15-19頁、NAID 40001747073。
- 「明治憲法におけるSeinとSollen」『上智法学論集』第1巻第1号、上智大学法学会、1957年12月、2-80頁、NAID 120005883334。
- 「日本における支配に関する研究序説――憲法社会学的考察」『レファレンス』第89号、国立国会図書館調査及び立法考査局、1958年6月、1-23頁、NAID 40003842279。
- 「〈書評〉明治憲法の制定（ベックマン，J．M．）」『ソフィア 西洋文化ならびに東西文化交流の研究』第7巻第4号、上智大学、1958年12月、104-107頁、NAID 120005883208。
- 「場序と支配の形成」『上智法学論集』第4巻第1号、上智大学法学会、1960年5月、1-26頁、NAID 120005883352。
- 「天皇と早期の太陽礼拝」『ソフィア 西洋文化ならびに東西文化交流の研究』第9巻第3号、上智大学、1960年10月、17-21頁、NAID 120005883319。
- 「国家緊急状態の憲法法的規制に関するボン憲法改正案について」『レファレンス』第10巻第10号、国立国会図書館調査及び立法考査局、1960年10月、1-9頁、NAID 40003842623。
- 「条約の合憲性――砂川判決と関連して」『上智法学論集』第4巻第2号、上智大学法学会、1960年11月、1-30頁、NAID 120005883376。
- 「わが議会的民主制の危機とその再建」『上智法学論集』第5巻第1号、上智大学法学会、1961年4月、1-31頁、NAID 120005883380。
- 「自然法と日本国憲法の再建」『上智法学論集』第5巻第2号、上智大学法学会、1961年9月、121-142頁、NAID 120005883427。
- 「ソビエット連邦財政法」『レファレンス』第12巻第6号、国立国会図書館調査及び立法考査局、1962年7月、NAID 40003842855。
- 「日本国憲法の妥当性」『上智法学論集』第6巻第2号、上智大学法学会、1962年10月、3-39頁、NAID 120005883390。
- 「明治憲法における天皇の権威」『上智法学論集』第7巻第1・2号、上智大学法学会、1963年10月、1-55頁、NAID 120005883398。
- 「明治憲法序説」『上智法学論集』第8巻第1号、上智大学法学会、1964年4月、69-104頁、NAID 120005883407。
- 「明治憲法と憲法学説」『上智法学論集』第8巻第2号、上智大学法学会、1964年10月、7-96頁、NAID 120005883412。

### 博士論文
- 「欧米の軍制に関する研究」、東京帝国大学、1937年6月、NAID 500000486735。